# Aračinovo
Aračinovo (en macédonien : Арачиново ; en albanais : Haraçina) est une commune du nord de la Macédoine du Nord. Avec ses 31,3 km2, elle est largement en dessous de la superficie moyenne des communes macédoniennes. Elle comptait 12 676 habitants en 2021, dont 97,45 % d'Albanais.

## Géographie
Aračinovo est entourée par les communes de Skopje, Lipkovo, Petrovec et Kumanovo. Elle se trouve sur la route qui relie Skopje et Kumanovo et son territoire fait surtout partie de la vallée du Vardar, bien que son extrémité nord s'étende sur les contreforts de la Skopska Crna Gora.
La commune compte quatre villages : Aračinovo, où se trouve son siège, Grušino, Mojanci et Orlanci.

## Histoire
Dans le cadre du conflit de 2001 la commune a été témoin de combats au mois de juin, qui ont opposé des rebelles albanais aux forces gouvernementales. La crise d'Aračinovo est considérée comme le tournant de la l'insurrection de 2001 en Macédoine et l'un de ses épisodes les plus controversés.

## Politique et administration
La commune est administrée par un conseil élu au suffrage universel tous les quatre ans. Ce conseil adopte les plans d'urbanisme, accorde les permis de construire, il planifie le développement économique local, protège l'environnement, prend des initiatives culturelles et supervise l'enseignement primaire. Le conseil compte 15 membres.
Le pouvoir exécutif est détenu par le maire, lui aussi élu au suffrage universel. Depuis octobre 2017, le nouveau maire est Milikije HALIMI (Union sociale-démocrate de Macédoine), première femme investie d'un tel mandat au sein de la commune. Elle succède à Brahim Ajvazi, lui-même successeur de Bastri Bajrami (Nouvelle Démocratie)

## Démographie

### Évolution démographique
| 2002   | 2021   |
| ------ | ------ |
| 11 597 | 12 676 |

### Répartition ethnique
Lors du recensement de 2002, la commune comptait :
- Albanais : 10 879
- Macédoniens : 987
- Bosniaques : 65
- Serbes : 13
- Valaques : 1
- Autres : 47